# Lista de telenovelas da Televisa na década de 1960

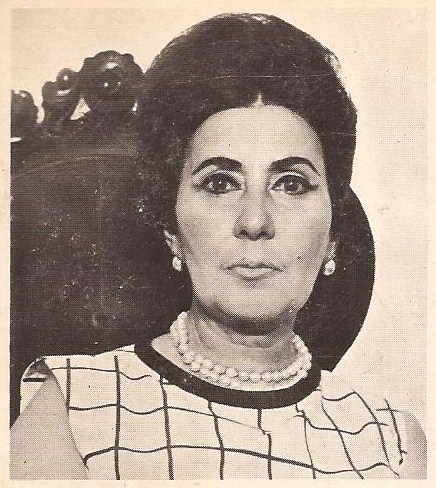
As obras de Guadalupe Dueñas foram adaptadas em Maximiliano y Carlota, Leyendas de México e Las momias de Guanajuato.

A seguir, uma lista de telenovelas produzidas pela Televisa na década de 1960.

## Telenovelas por ano
| #   | Ano  | Título                            | Autoria                | Produtor executivo     | Ref.    |
| --- | ---- | --------------------------------- | ---------------------- | ---------------------- | ------- |
| 13  | 1960 | Amar fue su pecado                | Leopoldo Labra         | Rafael Banquells       | [ 1 ]   |
| 14  | 1960 | La ambiciosa                      | Raúl Astor             | Raúl Astor             | [ 2 ]   |
| 15  | 1960 | Cartas de amor                    | Julio Alejandro        | Ernesto Alonso         | [ 3 ]   |
| 16  | 1960 | La casa del odio                  | Carmen Montejo         | Ernesto Alonso         | [ 4 ]   |
| 17  | 1960 | Claudia                           | Mimí Bechelani         | Leopoldo Labra         | [ 5 ]   |
| 18  | 1960 | Donde comienza la tristeza        | Raúl Astor             | Rafael Banquells       | [ 6 ]   |
| 19  | 1960 | Dos caras tiene el destino        | Maricruz Olivier       | Ernesto Alonso         | [ 7 ]   |
| 20  | 1960 | Espejo de sombras                 | Ofelia Guilmáin        | Ernesto Alonso         | [ 8 ]   |
| 21  | 1960 | Gabriela                          | María Teresa Rivas     | Angelines Fernández    | [ 9 ]   |
| 22  | 1960 | El hombre de oro                  | Raúl Astor             | Rafael Banquells       | [ 10 ]  |
| 23  | 1960 | El juicio de los padres           | José Gálvez            | Ernesto Alonso         | [ 11 ]  |
| 24  | 1960 | María Guadalupe                   | Raúl Astor             | Luz María Aguilar      | [ 12 ]  |
| 25  | 1960 | Mi amor frente al pasado          | Kenya Perea            | Ernesto Alonso         | [ 13 ]  |
| 26  | 1960 | La mujer dorada                   | Hugo Argüelles         | Ernesto Alonso         | [ 14 ]  |
| 27  | 1960 | Murallas blancas                  | Gabriel Guerrero       | Ernesto Alonso         | [ 15 ]  |
| 28  | 1960 | El otro                           | Caridad Bravo Adams    | Germán Robles          | [ 16 ]  |
| 29  | 1960 | Pecado mortal                     | Caridad Bravo Adams    | Raúl Astor             | [ 17 ]  |
| 30  | 1960 | Pension de mujeres                | Raúl Astor             | Amparo Rivelles        | [ 18 ]  |
| 31  | 1960 | El rapto                          | Carmen Montejo         | Jesús Valero           | [ 19 ]  |
| 32  | 1960 | Un rostro en el pasado            | Fernanda Villeli       | Rafael Banquells       | [ 20 ]  |
| 33  | 1960 | Secretaria o mujer                | Tony Carbajal          | Rafael Banquells       | [ 21 ]  |
| 34  | 1960 | Vida por vida                     | Jacqueline Andere      | Rafael Banquells       | [ 22 ]  |
| 35  | 1961 | Abismos de amor                   | Manuel Canseco Noriega | Francisco Jambrina     | [ 23 ]  |
| 36  | 1961 | Bajo la sombra de los almendros   | Silvia Derbez          | Ernesto Alonso         | [ 24 ]  |
| 37  | 1961 | La brújula rota                   | Jorge Mistral          | Manolo Calvo           | [ 25 ]  |
| 38  | 1961 | Cielo sin estrellas               | Germán Robles          | Ernesto Alonso         | [ 26 ]  |
| 39  | 1961 | Conflicto                         | Marissa Garrido        | Ernesto Alonso         | [ 27 ]  |
| 40  | 1961 | Cuatro en la trampa               | Ignacio López Tarso    | Adriana Roel           | [ 28 ]  |
| 41  | 1961 | Culpas ajenas                     | Silvia Caos            | Francisco Jambrina     | [ 29 ]  |
| 42  | 1961 | Divorciadas                       | Germán Robles          | Rafael Banquells       | [ 30 ]  |
| 43  | 1961 | Don Bosco                         | Benjamín Torre Haro    | Jesús Valero           | [ 31 ]  |
| 44  | 1961 | Elena                             | Estella Calderón       | Rafael Banquells       | [ 32 ]  |
| 45  | 1961 | El enemigo                        | Caridad Bravo Adams    | Ernesto Alonso         | [ 33 ]  |
| 46  | 1961 | Estafa de amor                    | Caridad Bravo Adams    | Ernesto Alonso         | [ 34 ]  |
| 47  | 1961 | La Familia del 6                  | Miguel Ángel Ferriz    | Angelines Fernández    | [ 35 ]  |
| 48  | 1961 | Las gemelas                       | Marissa Garrido        | Ernesto Alonso         | [ 36 ]  |
| 49  | 1961 | La honra de vivir                 | Elsa Cárdenas          | Freddy Fernández       | [ 37 ]  |
| 50  | 1961 | La insaciable                     | Carmen Montejo         | Lorenzo de Rodas       | [ 38 ]  |
| 51  | 1961 | La leona                          | Marissa Garrido        | Ernesto Alonso         | [ 39 ]  |
| 52  | 1961 | Marianela                         | Benito Pérez Galdós    | Ernesto Alonso         | [ 40 ]  |
| 53  | 1961 | No basta ser médico               | Tony Carbajal          | Francisco Jambrina     | [ 41 ]  |
| 54  | 1961 | Una noche sin mañana              | María Teresa Rivas     | Héctor Gómez           | [ 42 ]  |
| 55  | 1961 | Niebla                            | Marissa Garrido        | Ernesto Alonso         | [ 43 ]  |
| 56  | 1961 | Risas amargas                     | Miguel Ángel Ferriz    | Miguel Córcega         | [ 44 ]  |
| 57  | 1961 | La sospecha                       | Tony Carbajal          | Ernesto Alonso         | [ 45 ]  |
| 58  | 1961 | La telaraña                       | Angelines Fernández    | Francisco Jambrina     | [ 46 ]  |
| 59  | 1961 | Vida robada                       | Claudio Brook          | Ernesto Alonso         | [ 47 ]  |
| 60  | 1962 | La actriz                         | Magda Guzmán           | Ernesto Alonso         | [ 48 ]  |
| 61  | 1962 | Adiós, amor mío                   | Caridad Bravo Adams    | Ernesto Alonso         | [ 49 ]  |
| 62  | 1962 | Borrasca                          | Maricruz Olivier       | Ernesto Alonso         | [ 50 ]  |
| 63  | 1962 | El caminante                      | Ariadna Welter         | Ernesto Alonso         | [ 51 ]  |
| 64  | 1962 | La cobarde                        | María Rivas            | Ernesto Alonso         | [ 52 ]  |
| 65  | 1962 | Codicia                           | Carlos Lozana Dana     | Rafael Banquells       | [ 53 ]  |
| 66  | 1962 | Encadenada                        | José Gálvez            | Ernesto Alonso         | [ 54 ]  |
| 67  | 1962 | La gloria quedó atrás             | Tony Carbajal          | Ernesto Alonso         | [ 55 ]  |
| 68  | 1962 | La herencia                       | María Teresa Rivas     | Joaquín Cordero        | [ 56 ]  |
| 69  | 1962 | La herida del tiempo              | Miguel Ángel Ferriz    | Angelines Fernández    | [ 57 ]  |
| 70  | 1962 | Un hijo cayó del cielo            | Bárbara Gil            | Miguel Córcega         | [ 58 ]  |
| 71  | 1962 | Janina                            | José Gálvez            | Ernesto Alonso         | [ 59 ]  |
| 72  | 1962 | La madrastra                      | Arturo Moya Grau       | Jesús Valero           | [ 60 ]  |
| 73  | 1962 | Marcela                           | Francisco Jambrina     | Ernesto Alonso         | [ 61 ]  |
| 74  | 1962 | Las momias de Guanajuato          | Hugo Argüelles         | Ernesto Alonso         | [ 62 ]  |
| 75  | 1962 | Mujercitas                        | Elsa Cárdenas          | Ernesto Alonso         | [ 63 ]  |
| 76  | 1962 | Penumbra                          | Silvia Derbez          | Francisco Jambrina     | [ 64 ]  |
| 77  | 1962 | Prisionera                        | José Gálvez            | Ernesto Alonso         | [ 65 ]  |
| 78  | 1962 | El profesor Valdez                | Mimí Bechelani         | Francisco Jambrina     | [ 66 ]  |
| 79  | 1962 | Sor Juana Inés de la Cruz         | José Morris            | Ernesto Alonso         | [ 67 ]  |
| 80  | 1963 | Agonía de amor                    | José Gálvez            | Ernesto Alonso         | [ 68 ]  |
| 81  | 1963 | Cita con la muerte                | Jacqueline Andere      | Rafael Banquells       | [ 69 ]  |
| 82  | 1963 | La culpa de los padres            | Fernanda Villeli       | Valentín Pimstein      | [ 70 ]  |
| 83  | 1963 | La desconocida                    | María Rivas            | Aldo Monti             | [ 71 ]  |
| 84  | 1963 | Destino                           | Rafael Banquells       | Ernesto Alonso         | [ 72 ]  |
| 85  | 1963 | Doña Macabra                      | Hugo Argüelles         | Ernesto Alonso         | [ 73 ]  |
| 86  | 1963 | Eugenia                           | Maricruz Olivier       | Bertha Moss            | [ 74 ]  |
| 87  | 1963 | La familia Miau                   | Alejandro Ciangherotti | Eduardo Fajardo        | [ 75 ]  |
| 88  | 1963 | Grandes ilusiones                 | Aurora Molina          | Ernesto Alonso         | [ 76 ]  |
| 89  | 1963 | Lo imperdonable                   | Silvia Derbez          | Eric del Castillo      | [ 77 ]  |
| 90  | 1963 | Madres egoístas                   | Mimí Bechelani         | Jesús Valero           | [ 78 ]  |
| 91  | 1963 | La mesera                         | Fernanda Villeli       | Jesús Valero           | [ 79 ]  |
| 92  | 1963 | Mi mujer y yo                     | José Gálvez            | Enrique Rambal         | [ 80 ]  |
| 93  | 1963 | Las modelos                       | Ariadna Welter         | Ernesto Alonso         | [ 81 ]  |
| 94  | 1963 | Pablo y Elena                     | Carlos Lozana Dana     | Francisco Jambrina     | [ 82 ]  |
| 95  | 1963 | El secreto                        | José Gálvez            | Jesús Valero           | [ 83 ]  |
| 96  | 1963 | La sombra del otro                | Luz María Aguilar      | Aldo Monti             | [ 84 ]  |
| 97  | 1963 | Traicionera                       | José Gálvez            | Luis Aragón            | [ 85 ]  |
| 98  | 1963 | Tres caras de mujer               | Amparo Rivelles        | Ernesto Alonso         | [ 86 ]  |
| 99  | 1963 | Vidas cruzadas                    | Carlos Ancira          | Adriana Roel           | [ 87 ]  |
| 100 | 1963 | Vivimos en una estrella           | Beatriz Aguirre        | Francisco Jambrina     | [ 88 ]  |
| 101 | 1964 | Apasionada                        | Carmen Montejo         | Ernesto Alonso         | [ 89 ]  |
| 102 | 1964 | Central de Emergencia             | Gabriel Guerrero       | Francisco Jambrina     | [ 90 ]  |
| 103 | 1964 | El crisol                         | Gabriel Guerrero       | Tony Carbajal          | [ 91 ]  |
| 104 | 1964 | Cumbres Borrascosas               | Germán Robles          | Ernesto Alonso         | [ 92 ]  |
| 105 | 1964 | Debiera haber obispas             | Anita Blanch           | Luis Aragón            | [ 93 ]  |
| 106 | 1964 | Desencuentro                      | Germán Robles          | Ernesto Alonso         | [ 94 ]  |
| 107 | 1964 | El dolor de vivir                 | Maricruz Olivier       | Rafael Banquells       | [ 95 ]  |
| 108 | 1964 | Gabriela                          | María Teresa Rivas     | Ernesto Alonso         | [ 96 ]  |
| 109 | 1964 | Historia de un cobarde            | Mimí Bechelani         | Ernesto Alonso         | [ 97 ]  |
| 110 | 1964 | La intrusa                        | Luz María Aguilar      | José Elías Moreno      | [ 98 ]  |
| 111 | 1964 | Juan José                         | Maricruz Olivier       | Raúl Padilla           | [ 99 ]  |
| 112 | 1964 | Juicio de almas                   | Ofelia Guilmáin        | Aldo Monti             | [ 100 ] |
| 113 | 1964 | La máscara del ángel              | María Rivas            | Guillermo Murray       | [ 101 ] |
| 114 | 1964 | México 1900                       | Fernanda Villeli       | Ernesto Alonso         | [ 102 ] |
| 115 | 1964 | La piel de Zapa                   | Elsa Cárdenas          | Carlos Agostí          | [ 103 ] |
| 116 | 1964 | San Martín de Porres              | Fernanda Villeli       | René Muñoz             | [ 104 ] |
| 117 | 1964 | Siempre Tuya                      | Miguel Ángel Ferriz    | Valentín Pimstein      | [ 105 ] |
| 118 | 1964 | La vecindad                       | Jacqueline Andere      | Miguel Manzano         | [ 106 ] |
| 119 | 1965 | El abismo                         | Carlos Lozana Dana     | Ernesto Alonso         | [ 107 ] |
| 120 | 1965 | Las abuelas                       | Mimí Bechelani         | Jesús Valero           | [ 108 ] |
| 121 | 1965 | Alma de mi alma                   | Jacqueline Andere      | Enrique Álvarez Félix  | [ 109 ] |
| 122 | 1965 | La calle en que vivimos           | Andrea Palma           | Alejandro Ciangherotti | [ 110 ] |
| 123 | 1965 | Casa de huéspedes                 | Ofelia Guilmáin        | Antonio Medellín       | [ 111 ] |
| 124 | 1965 | Corona de lágrimas                | Manuel Canseco Noriega | Valentín Pimstein      | [ 112 ] |
| 125 | 1965 | Un largo amor                     | Queta Lavat            | Enrique García Álvarez | [ 113 ] |
| 126 | 1965 | Llamado urgente                   | Amparo Rivelles        | Ernesto Alonso         | [ 114 ] |
| 127 | 1965 | Marina Lavalle                    | María Rivas            | Ernesto Alonso         | [ 115 ] |
| 128 | 1965 | Maximiliano y Carlota             | Guadalupe Dueñas       | Ernesto Alonso         | [ 116 ] |
| 129 | 1965 | La mentira                        | Caridad Bravo Adams    | Ernesto Alonso         | [ 117 ] |
| 130 | 1965 | Una mujer                         | Andrea Cotto           | Ernesto Alonso         | [ 118 ] |
| 131 | 1965 | Nuestro barrio                    | José Gálvez            | Julio Alemán           | [ 119 ] |
| 132 | 1965 | Puente de cristal                 | Kenya Perea            | José Morris            | [ 120 ] |
| 133 | 1965 | El refugio                        | Ofelia Guilmáin        | Ernesto Alonso         | [ 121 ] |
| 134 | 1965 | Secreto de confesión              | Carmen Montejo         | Ernesto Alonso         | [ 122 ] |
| 135 | 1965 | La sembradora                     | Gabriel Guerrero       | Valentín Pimstein      | [ 123 ] |
| 136 | 1965 | Tormenta de pasiones              | Caridad Bravo Adams    | Sebastián Ligarde      | [ 124 ] |
| 137 | 1965 | Tú eres un extraño                | Francisco Jambrina     | Ernesto Alonso         | [ 125 ] |
| 138 | 1966 | Amor y orgullo                    | Fernanda Villeli       | Enrique Rambal         | [ 126 ] |
| 139 | 1966 | La búsqueda                       | Carlos Lozana Dana     | Ernesto Alonso         | [ 127 ] |
| 140 | 1966 | Cita en la gloria                 | Valentín Pimstein      | Jesús Valero           | [ 128 ] |
| 141 | 1966 | Corazón salvaje                   | Caridad Bravo Adams    | Ernesto Alonso         | [ 129 ] |
| 142 | 1966 | El corrido de Lupe Reyes          | Gabriel Guerrero       | Valentín Pimstein      | [ 130 ] |
| 143 | 1966 | Cristina Guzmán                   | Caridad Bravo Adams    | Ernesto Alonso         | [ 131 ] |
| 144 | 1966 | El derecho de nacer               | Adriana Roel           | Ernesto Alonso         | [ 132 ] |
| 145 | 1966 | El despertar                      | Carlos Lozana Dana     | Ernesto Alonso         | [ 133 ] |
| 146 | 1966 | El dolor de amar                  | Elvira Quintana        | Jesús Valero           | [ 134 ] |
| 147 | 1966 | La dueña                          | Jacqueline Andere      | Miguel Manzano         | [ 135 ] |
| 148 | 1966 | La duquesa                        | Francisco Jambrina     | Rafael Banquells       | [ 136 ] |
| 149 | 1966 | El espejismo brillaba             | Fernanda Villeli       | Ernesto Alonso         | [ 137 ] |
| 150 | 1966 | Gutierritos                       | Estella Calderón       | Rafael Banquells       | [ 138 ] |
| 151 | 1966 | El ídolo                          | Francisco Jambrina     | Rafael Banquells       | [ 139 ] |
| 152 | 1966 | María Isabel                      | Yolanda Vargas Dulché  | Valentín Pimstein      | [ 140 ] |
| 153 | 1966 | Más fuerte que tu amor            | Enrique Lizalde        | Ernesto Alonso         | [ 141 ] |
| 154 | 1966 | El homogéneo                      | Luz María Aguilar      | Ernesto Alonso         | [ 142 ] |
| 155 | 1966 | Los medio hogares                 | Carmen Montejo         | Alejandro Ciangherotti | [ 143 ] |
| 156 | 1966 | El medio pelo                     | Magda Guzmán           | Eric del Castillo      | [ 144 ] |
| 157 | 1966 | Nuestro pequeño mundo             | José Gálvez            | Andrea Cotto           | [ 145 ] |
| 158 | 1966 | El patio de Tlaquepaque           | Carlos Lozana Dana     | Ernesto Alonso         | [ 146 ] |
| 159 | 1966 | La razón de vivir                 | Carmen Montejo         | Ernesto Alonso         | [ 147 ] |
| 160 | 1966 | La sombra del pecado              | Silvia Derbez          | Enrique Aguilar        | [ 148 ] |
| 161 | 1966 | Sonata de otoño                   | Carlos Navarro         | Adriana Roel           | [ 149 ] |
| 162 | 1966 | Valeria                           | Jacqueline Andere      | Ernesto Alonso         | [ 150 ] |
| 163 | 1966 | Vértigo                           | Valentín Pimstein      | Francisco Jambrina     | [ 151 ] |
| 164 | 1967 | Adriana                           | Magda Guzmán           | Rafael Banquells       | [ 152 ] |
| 165 | 1967 | Amor en el desierto               | Caridad Bravo Adams    | Enrique Rambal         | [ 153 ] |
| 166 | 1967 | Amor sublime                      | Mimí Bechelani         | Carlos Ancira          | [ 154 ] |
| 167 | 1967 | Un ángel en el fango              | Arturo Moya Grau       | Valentín Pimstein      | [ 155 ] |
| 168 | 1967 | Angustia del pasado               | Fernanda Villeli       | Jesús Valero           | [ 156 ] |
| 169 | 1967 | Anita de Montemar                 | Valentín Pimstein      | Jesús Valero           | [ 157 ] |
| 170 | 1967 | Atormentada                       | Patricia Morán         | Enrique Aguilar        | [ 158 ] |
| 171 | 1967 | La casa de las fieras             | Rita Macedo            | Alicia Bonet           | [ 159 ] |
| 172 | 1967 | Un color para tu piel             | José Morris            | Ernesto Alonso         | [ 160 ] |
| 173 | 1967 | El cuarto mandamiento             | Mimí Bechelani         | Valentín Pimstein      | [ 161 ] |
| 174 | 1967 | Cuna vacía                        | Luz María Aguilar      | Miguel Córcega         | [ 162 ] |
| 175 | 1967 | Deborah                           | Caridad Bravo Adams    | Ernesto Alonso         | [ 163 ] |
| 176 | 1967 | Detrás del muro                   | Patricia Morán         | Alejandro Ciangherotti | [ 164 ] |
| 177 | 1967 | Dicha robada                      | Carmen Montejo         | José Morris            | [ 165 ] |
| 178 | 1967 | La duda                           | Luz María Aguilar      | Joaquín Cordero        | [ 166 ] |
| 179 | 1967 | Ellas                             | Hilda Aguirre          | Luis Aragón            | [ 167 ] |
| 180 | 1967 | Engáñame                          | Jacqueline Andere      | Carlos Piñar           | [ 168 ] |
| 181 | 1967 | Entre sombras                     | Marissa Garrido        | Ernesto Alonso         | [ 169 ] |
| 182 | 1967 | Felipa Sánchez, la soldadera      | Elvira Quintana        | Eric del Castillo      | [ 170 ] |
| 183 | 1967 | La frontera                       | Julissa                | Ernesto Alonso         | [ 171 ] |
| 184 | 1967 | Gente sin historia                | Chucho Salinas         | Alma Delia Fuentes     | [ 172 ] |
| 185 | 1967 | Incertidumbre                     | Fernanda Villeli       | Jesús Valero           | [ 173 ] |
| 186 | 1967 | El juicio de nuestros hijos       | Enrique Rambal         | Ernesto Alonso         | [ 174 ] |
| 187 | 1967 | Lágrimas amargas                  | Xavier Rojas           | Ernesto Alonso         | [ 175 ] |
| 188 | 1967 | No quiero lágrimas                | Silvia Derbez          | Carlos Navarro         | [ 176 ] |
| 189 | 1967 | Obsesión                          | Fernanda Villeli       | Valentín Pimstein      | [ 177 ] |
| 190 | 1967 | Un pobre hombre                   | Fernanda Villeli       | José Morris            | [ 178 ] |
| 191 | 1967 | Lo prohibido                      | Carlos Bracho          | Ernesto Alonso         | [ 178 ] |
| 192 | 1967 | Rocambole                         | Germán Robles          | Julio Alemán           | [ 179 ] |
| 193 | 1967 | Sueña conmigo, Donaji             | Caridad Bravo Adams    | Ernesto Alonso         | [ 180 ] |
| 194 | 1967 | La tormenta                       | Miguel Sabido          | Raúl Araiza            | [ 181 ] |
| 195 | 1967 | El usurpador                      | Gabriel Guerrero       | Valentín Pimstein      | [ 182 ] |
| 196 | 1967 | Las víctimas                      | Mimí Bechelani         | Jesús Valero           | [ 183 ] |
| 197 | 1967 | Una mentira                       | Silvia Derbez          | Francisco Jambrina     | [ 184 ] |
| 198 | 1968 | Águeda                            | Caridad Bravo Adams    | Xavier Rojas           | [ 185 ] |
| 199 | 1968 | Aurelia                           | Patricia Morán         | Valentín Pimstein      | [ 186 ] |
| 200 | 1968 | Cárcel de mujeres                 | Anabelle Gutiérrez     | Carlos Navarro         | [ 187 ] |
| 201 | 1968 | Los Caudillos                     | Fausto Zerón Medina    | Ernesto Alonso         | [ 188 ] |
| 202 | 1968 | Chucho el roto                    | Fernando Wagner        | Valentín Pimstein      | [ 189 ] |
| 203 | 1968 | Cruz de amor                      | Manuel Canseco Noriega | Valentín Pimstein      | [ 190 ] |
| 204 | 1968 | Cynthia                           | Marga López            | Enrique Rambal         | [ 191 ] |
| 205 | 1968 | Destino la gloria                 | Adalberto Martínez     | Miguel Córcega         | [ 192 ] |
| 206 | 1968 | Duelo de pasiones                 | Marissa Garrido        | Eric del Castillo      | [ 193 ] |
| 207 | 1968 | En busca del paraíso              | Jacqueline Andere      | Ernesto Alonso         | [ 194 ] |
| 208 | 1968 | Estafa de amor                    | Caridad Bravo Adams    | Ernesto Alonso         | [ 195 ] |
| 209 | 1968 | Fallaste corazón                  | Cuco Sánchez           | Valentín Pimstein      | [ 196 ] |
| 210 | 1968 | Un grito en la oscuridad          | Guadalupe Dueñas       | Francisco Jambrina     | [ 197 ] |
| 211 | 1968 | Los inconformes                   | Carlos Ancira          | José Morris            | [ 198 ] |
| 212 | 1968 | Intriga                           | Anita Blanch           | Raúl Ramírez           | [ 199 ] |
| 213 | 1968 | Juventud divino tesoro            | Irma Lozano            | Héctor Bonilla         | [ 200 ] |
| 214 | 1968 | Leyendas de México                | Hugo Argüelles         | Ernesto Alonso         | [ 201 ] |
| 215 | 1968 | Mariana                           | Valentín Pimstein      | Jesús Valero           | [ 202 ] |
| 216 | 1968 | Mi maestro                        | Pilar Sen              | Miguel Manzano         | [ 203 ] |
| 217 | 1968 | Mujeres sin amor                  | Magda Guzmán           | Miguel Manzano         | [ 204 ] |
| 218 | 1968 | El padre Guernica                 | José Morris            | Ernesto Alonso         | [ 205 ] |
| 219 | 1968 | Pasión gitana                     | Caridad Bravo Adams    | Xavier Rojas           | [ 206 ] |
| 220 | 1968 | Pueblo sin esperanza              | Mimí Bechelani         | José Gálvez            | [ 207 ] |
| 221 | 1968 | Rubí                              | Yolanda Vargas Dulché  | Valentín Pimstein      | [ 208 ] |
| 222 | 1968 | Simplemente vivir                 | Raúl Astor             | Raúl Astor             | [ 209 ] |
| 223 | 1968 | Tiempo de perdón                  | José Morris            | Xavier Rojas           | [ 210 ] |
| 224 | 1968 | Tres vidas distintas              | Kenya Perea            | Elizabeth Dupeyrón     | [ 211 ] |
| 225 | 1969 | Aventuras de Huck                 | Luis Lara              | Fernando Pacheco       | [ 212 ] |
| 226 | 1969 | Cadenas de angustia               | Magda Guzmán           | Valentín Pimstein      | [ 213 ] |
| 227 | 1969 | El ciego                          | Mimí Bechelani         | Julio Alemán           | [ 214 ] |
| 228 | 1969 | Concierto de almas                | Carlos Lozana Dana     | Germán Robles          | [ 215 ] |
| 229 | 1969 | Corazón de dos ciudades           | Herbert Wallace        | Julián Bravo           | [ 216 ] |
| 230 | 1969 | Del altar a la tumba              | José Gálvez            | Anita Blanch           | [ 217 ] |
| 231 | 1969 | De la tierra a la luna            | Carlos Ancira          | Luis Gimeno            | [ 218 ] |
| 232 | 1969 | De turno con la angustia          | Raúl Astor             | Raúl Astor             | [ 219 ] |
| 233 | 1969 | El diario de una señorita decente | Luz María Servín       | Ernesto Alonso         | [ 220 ] |
| 234 | 1969 | Encadenados                       | Ofelia Montesco        | Raúl Farell            | [ 221 ] |
| 235 | 1969 | La familia                        | Gabriel Guerrero       | Valentín Pimstein      | [ 222 ] |
| 236 | 1969 | La frontera de cristal            | Beatriz Aguirre        | Gonzalo Correa         | [ 223 ] |
| 237 | 1969 | Honor y orgullo                   | Pedro Armendáriz Jr.   | Otto Sirgo             | [ 224 ] |
| 238 | 1969 | Lo que no fue                     | Mimí Bechelani         | José Gálvez            | [ 225 ] |
| 239 | 1969 | Más allá de la angustia           | Carlos Lozana Dana     | Ernesto Alonso         | [ 226 ] |
| 240 | 1969 | Mi amor por ti                    | Guadalupe Dueñas       | Ernesto Alonso         | [ 227 ] |
| 241 | 1969 | No creo en los hombres            | Caridad Bravo Adams    | Ernesto Alonso         | [ 228 ] |
| 242 | 1969 | El ojo de vidrio                  | Carmelita González     | David Reynoso          | [ 229 ] |
| 243 | 1969 | Una plegaria en el camino         | Arturo Moya Grau       | Valentín Pimstein      | [ 230 ] |
| 244 | 1969 | Puente de amor                    | Marissa Garrido        | Ernesto Alonso         | [ 231 ] |
| 245 | 1969 | El retrato de Dorian Gray         | Oscar Wilde            | Ernesto Alonso         | [ 232 ] |
| 246 | 1969 | Rosario                           | Arturo Moya Grau       | Valentín Pimstein      | [ 233 ] |
| 247 | 1969 | El ruiseñor mexicano              | Antonio Monsell        | Rafael Banquells       | [ 234 ] |
| 248 | 1969 | Secreto para tres                 | Jacqueline Andere      | Francisco Jambrina     | [ 235 ] |
| 249 | 1969 | Sin palabras                      | Carlos Lozano Dana     | Ernesto Alonso         | [ 236 ] |
| 250 | 1969 | Tú eres mi destino                | Lupita Ferrer          | Ana Martín             | [ 237 ] |
| 251 | 1969 | El usurero                        | Benito Pérez Galdós    | Alejandro Ciangherotti | [ 238 ] |